# Ovruch
Ovruch (em ucraniano:  Овруч, em polonês/polaco:  Owrucz, em iídiche:  אוורוטש) é uma cidade da Ucrânia, situada no Oblast de Jitomir. Tem 9 km² de área e sua população em 2020 foi estimada em 15.551 habitantes.